# Lézercsillag

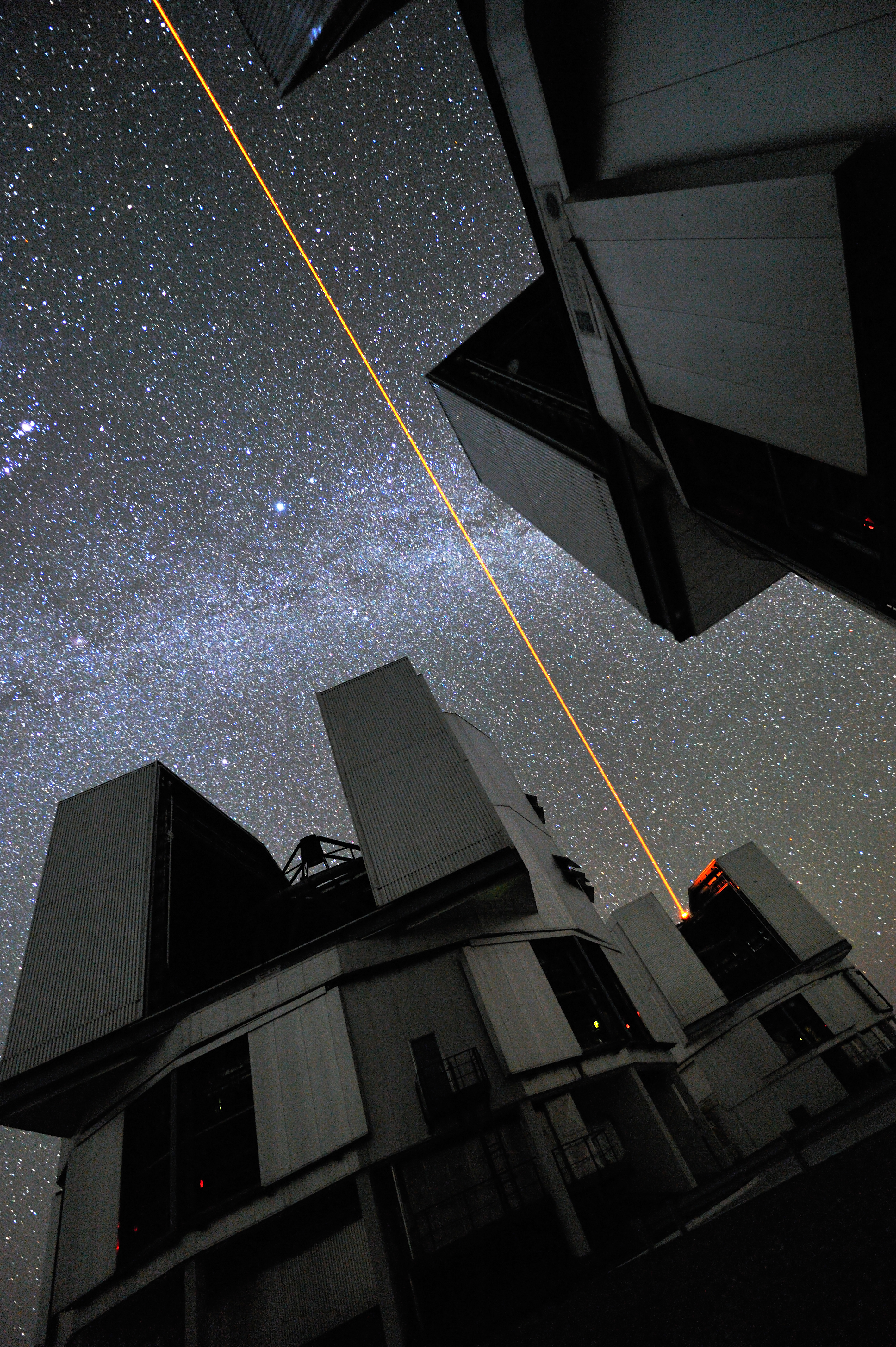

A lézercsillag egy mesterségesen, lézerrel létrehozott fénypont az égen, aminek a képét az adaptív optikás távcsövek használják önkalibrációjukhoz a légkör hullámzásainak kiegyenlítésére.

## Külső hivatkozások
- Gemini's Laser Vision Reveals Striking New Details in Orion Nebula
- Lézercsillag segítségével fedeztek fel szupernóvát